# NGC 25
NGC 25は、ほうおう座の方角にあるレンズ状銀河である。1834年10月28日にジョン・ハーシェルによって発見された。

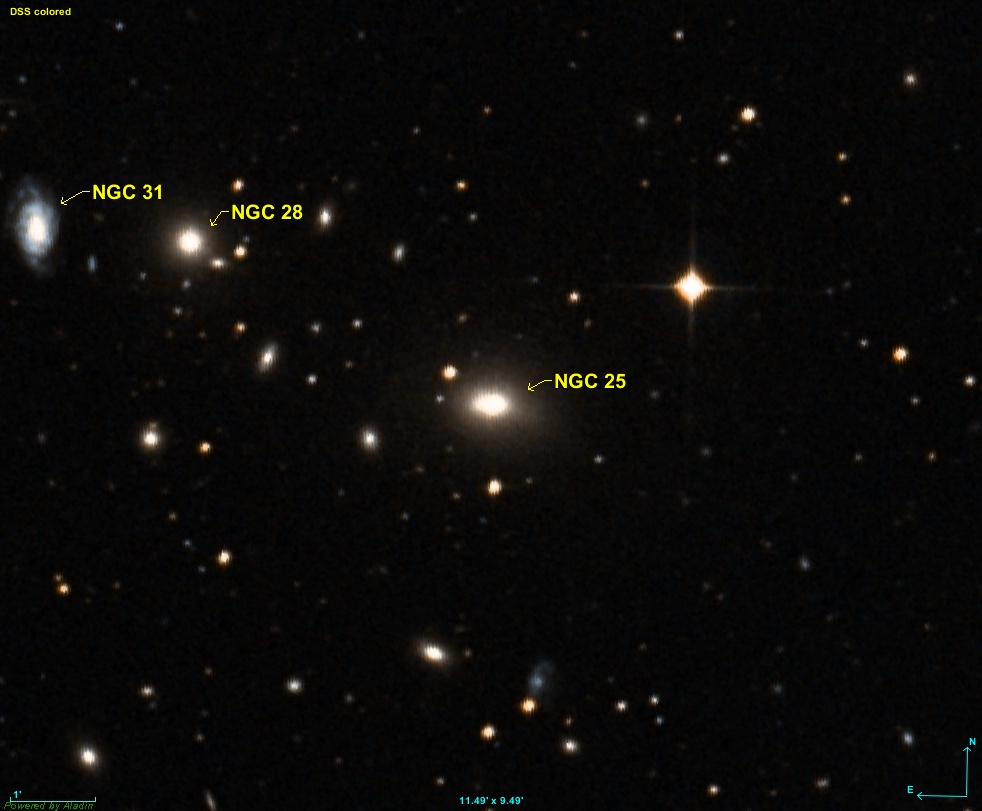
NGC 25とその周辺にあるNGC 28とNGC 31。